# Gujot

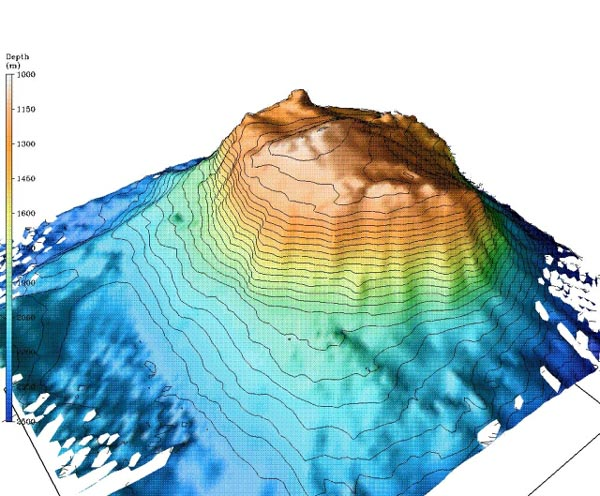
Obraz gujotu Bear Seamount uzyskany za pomocą echosondy wielowiązkowej

Gujot, guyot, podwodna stołowa góra – rodzaj góry podwodnej o kształcie ściętego stożka; jest to pozostałość podwodnego wulkanu, którego wierzchołek, pierwotnie wyrastający ponad powierzchnię wody, został zniszczony, głównie wskutek abrazyjnej działalności fal morskich. Gujoty można zazwyczaj zaobserwować na równinach abysalnych basenów oceanów.